# Билинкис, Яков Семёнович
Я́ков Семёнович Били́нкис (8 октября 1926, Умань — 2 марта 2001, Санкт-Петербург) — советский и российский литературовед, историк русской литературы. Доктор филологических наук (1968), профессор.

## Биография
Сын врача-акушера Семёна Лазаревича Билинкиса (1892—?). В 1943 году окончил школу и поступил на филологический факультет МГУ. В том же году призван в армию, проходил нестроевую службу на 2-м Белорусском фронте. Участник Великой Отечественной войны. В конце 1944 года демобилизован по болезни.
Печатался с 1945 года (рецензии и очерки в украинских газетах). Восстановился в университете и окончил его в 1950. Аспирант кафедры русской литературы Ленинградского педагогического института имени М. Покровского (1950—1953), в 1953 году защитил кандидатскую диссертацию «Вопросы развития реализма Л. Н. Толстого в романе „Воскресение“» (в двух тоипх). Работал старшим преподавателем кафедры русской литературы Тартуского университета (1953—1955), старшим редактором Ленинградского отделения Гослитиздата (1955—1960), старшим научным сотрудником ЛГИТМиК (1960—1962). Преподаватель кафедры русской литературы ЛГПИ — РГПУ им. А. И. Герцена в 1962—1998 годах, член Союза журналистов (с 1958), Всероссийского театрального общества (с 1965), Союза писателей (с 1984), Союза писателей Санкт-Петербурга. В 1968 году защитил докторскую диссертацию «Лев Толстой и пути искусства в России»(в двух томах)
Основные темы работ Я. С. Билинкиса: творчество Л. Н. Толстого, национально-историческое своеобразие русской литературы XIX века. Книги: «Великий русский писатель Л. Н. Толстой» (1953), «Драматургия Александра Корнейчука» (1957), «О творчестве Л. Н. Толстого» (1959), «„Анна Каренина“ Л. Н. Толстого и русская литература 1870-х годов» (1970), «Новаторство Л. Н. Толстого в трилогии „Детство“, „Отрочество“, „Юность“» (1973), «Русская классика и изучение литературы в школе» (1986), статьи об интерпретации русской классики в театре и кино.
Жена, Милица Николаевна Бобровская, — психиатр; сын Михаил (1945—2007) — литературовед.
Похоронен на кладбище Санкт-Петербургского крематория (семейное захоронение).